# Doba (Veszprém)
Doba est un village et une commune du comitat de Veszprém en Hongrie.

## Histoire

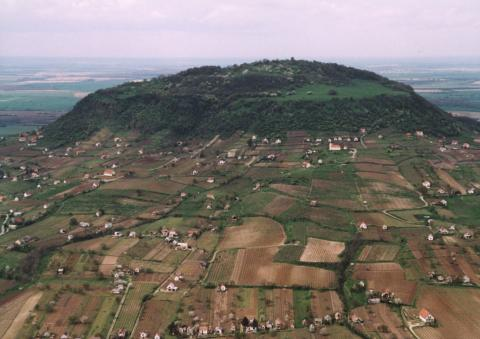
Le mont Somló, dont le plateau sommital est sur la commune de Doba, vu du côté opposé au château